# Take This Waltz (nummer)
Take This Waltz is een nummer van de Canadese zanger en dichter Leonard Cohen. Het nummer verscheen oorspronkelijk op het album Poet in New York, een eerbetoon aan de Spaanse dichter Federico García Lorca, uit 1986. In 1988 verscheen het ook op Cohens eigen album I'm Your Man.

## Achtergrond
De tekst van "Take This Waltz" is een vrije vertaling van een gedicht van Federico García Lorca, genaamd "Pequeño vals vienés" (kleine Weense wals). Lorca was een van de favoriete dichters van Cohen en het gedicht verscheen voor het eerst in het gedichtenboek Poeta en Nueva York, wat in 1940 verscheen. Het verzamelalbum Poet in New York, waar "Take This Waltz" in 1986 voor het eerst op te horen was, is vernoemd naar dit boek. Het nummer behaalde de eerste plaats in de Spaanse hitlijsten in 1986. In 1988 werd een nieuwe versie van het nummer geplaatst op Cohens album I'm Your Man, waarbij violen en de achtergrondvocalen van Jennifer Warnes aan waren toegevoegd.
Het nummer is diverse malen gecoverd, waarbij het ook vertaald is naar onder anderen het Spaans, het Zweeds en het Hongaars. Cohens zoon Adam Cohen coverde het nummer in 2009 voor een album ter ere van zijn vader, Acordes con Leonard Cohen. De film Take This Waltz uit 2011 is vernoemd naar het nummer, wat ook een centrale rol vervult in de film. In 2014 werd het nummer gebruikt voor een reclame van de Nederlandse Spoorwegen, waardoor het opnieuw aandacht kreeg. Na het overlijden van Cohen op 7 november 2016 komt het nummer ook voor in de Radio 2 Top 2000.

## NPO Radio 2 Top 2000
| Nummer met noteringen in de NPO Radio 2 Top 2000 | '16  | '17 | '18 | '19 | '20 | '21  | '22  | '23  | '24  |
| ------------------------------------------------ | ---- | --- | --- | --- | --- | ---- | ---- | ---- | ---- |
| Take This Waltz                                  | 1671 | 580 | 778 | 891 | 955 | 1093 | 1368 | 1397 | 1427 |

1. ↑  Een vetgedrukt getal geeft de hoogste notering aan.
2. ↑  2016 was het eerste jaar met een notering voor dit nummer.

## Evergreen Top 1000
| Evergreen Top 1000 | Evergreen Top 1000 | Evergreen Top 1000 | Evergreen Top 1000 | Evergreen Top 1000 | Evergreen Top 1000 | Evergreen Top 1000 | Evergreen Top 1000 | Evergreen Top 1000 | Evergreen Top 1000 | Evergreen Top 1000 | Evergreen Top 1000 | Evergreen Top 1000 | Evergreen Top 1000 | Evergreen Top 1000 | Evergreen Top 1000 | Evergreen Top 1000 |
| Jaar               | 2008               | 2009               | 2010               | 2011               | 2012               | 2013               | 2014               | 2015               | 2016               | 2017               | 2018               | 2019               | 2020               | 2021               | 2022               | 2023               |
| ------------------ | ------------------ | ------------------ | ------------------ | ------------------ | ------------------ | ------------------ | ------------------ | ------------------ | ------------------ | ------------------ | ------------------ | ------------------ | ------------------ | ------------------ | ------------------ | ------------------ |
| Positie            | -                  | -                  | -                  | -                  | -                  | -                  | -                  | -                  | 79                 | 70                 | 129                | 119                | 141                | 118                | 144                | 208                |